# Paleoindiánok

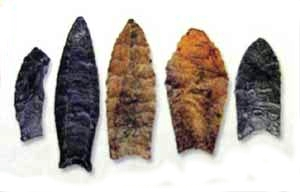
Pattintott clovis nyílhegyek

A régészek az amerikai kontinens legkorábbi népeit nevezik tágabb értelemben paleoindiánoknak, azaz „ősi indiánoknak”, akik a legutóbbi jégkorszak vége felé, a késő pleisztocénban érték el a kontinenst.
Joseph H. Greenberg (Stanford Egyetem) és két munkatársa 1986-ban közreadott felfedezései szerint az amerikai őslakosok elődei legalább három hullámban vándoroltak be az Alaszkát és Szibériát valaha összekötő földhídon, Beringián át. Szűkebb értelemben csak a Clovis-kultúra népére, az utolsó paleoindiánokra használják a paleoindián kifejezést. Eleinte a nagytestű állatokra vadászó népek érkeztek, akik vadászó-gyűjtögető életmódot kezdtek el folytatni a mai Alaszka területén, kb. Kr.e. 45.000-12.000 között. 15 ezer évvel ezelőtt, amikor a felmelegedésnek köszönhetően megolvadtak az Amerika nyugati partvidékén található gleccserek, ezek az emberek és számos állatfaj megindultak délnek. Az emberek gyalog vagy kezdetleges csónakokkal a part mentén haladtak. A pontos dátumok és a vándorlások útvonalai még mindig vita tárgyát képezik, de nagy valószínűséggel két hullámban érkeztek.
Kőeszközök, főként nyílhegyek és pattintott kőeszközök bizonyítják, hogy ebben az időszakban emberek népesítették be a kontinenst. A tudományos vizsgálatok igazolták, hogy a paleoindiánok közvetlen rokonságban állnak az ázsiai népekkel, különösen a kelet-szibériaiakkal. Számos nyelvi hasonlóság, vércsoportbeli egyezések, és a génekben található azonosságok igazolják ezt a teóriát. Körülbelül 10 ezer évvel ezelőtt elkezdődött a holocén kor, vele együtt a felmelegedés, és ennek köszönhetően az egyes embercsoportok letelepedett életmódot kezdtek el élni.

## A vándorlások

Az emberi faj vándorlása jelen ismereteink szerint, afrikai kiindulóponttal számolva

Az, hogy pontosan mikor kezdődött a folyamat és honnan indult, vita tárgyát képezi. Annyi bizonyos, hogy kb. 17 ezer évvel ezelőtt már folyamatban volt a vándorlás. A paleoindiánok jelenléte Amerikában a Würm-glaciális (pleisztocén) végére tehető. Ekkoriban a negyedidőszaki eljegesedés egy olyan periódusa zajlott, melyben a tengerek szintje alacsonyabb volt a mainál, és ezért egy száraz földhíd vezetett Szibéria és Alaszka között. Egy része jeges volt, de ezen keresztül számos állat közlekedett, főként a pleisztocén megafauna mára már kihalt állatai. Őket követték az emberek. Nagyvadra vadásztak, jelenlétüket a leletekben pattintott kőszerszámok és mára kihalt állatok csontjai mutatják. Egy másik teória szerint az is lehet, hogy emberek a Csendes-óceán felől érkezhettek, mégpedig Dél-Amerika partjainál, csónakokkal. Ezt az elméletet nehéz bizonyítani, ugyanis a tengerek szintje azóta jócskán emelkedett és elmosott minden lehetséges bizonyítékot.
A régészek szerint Alaszka meghódítása 40.000-16.000 évvel ezelőtt történt. A népek eredete feltehetően Közép-Ázsia volt, nagyobb hullámban pedig 16.000. - 13.000 évvel ezelőtt érkeztek. Egyes alternatív elméletek szerint Európa irányából is érkezhettek emberek.
Antropológiai szemszögből a paleoindiánok a legkorábbi közép- és észak-amerikai típusokhoz tartoznak: 
- Margid típus: Az észak-amerikai kontinens peremére szorult indián törzsek alkotják őket (jumák, otomangok, sosonok, maiduk). Alacsony termetűek. Széles az orruk, viszonylag sötét a bőrük. Kevés a mongolid vonás. Nagyobbrészt kiirtották őket.
- Centralid típus: Alacsony-közepes termetűek, gracilis testalkatúak. A Mississippitől délre az USA középső területén, illetve Közép-Amerikában élnek. Sok az albínó köztük. Világosabb a hajuk. Népeik: maják, aztékok, hopik, maszokik… [7]

## Szakaszok

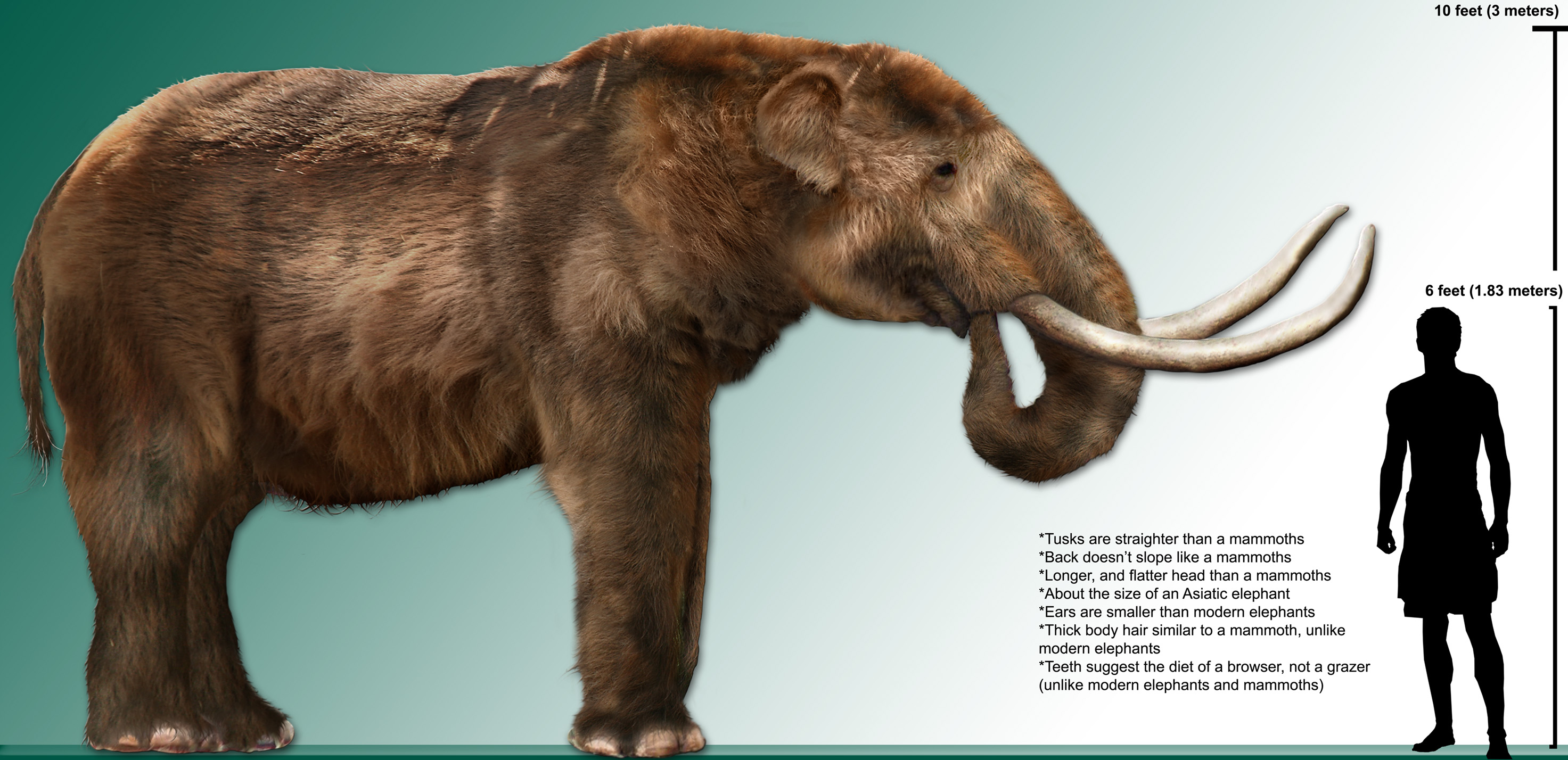
A képen látható amerikai masztodon kb. 10 ezer évvel ezelőtt halt ki. Kihalásának oka lehetett emberi tevékenység, de a klímaváltozás is, avagy a kettő kombinációja.

A legkorábbi nyomokat Alaszkában találták meg, illetve Brit Kolumbia, Alberta, és Yukon vidékein. Mivel elég széles területen szóródtak szét az embercsoportok, ezért kultúrájuk is kisebb-nagyobb változatosságokat kezdett mutatni. Egyes jellegzetességeiket viszont megtartották, így például a kőszerszámok készítésének módja nagyon hasonló maradt náluk. Egy-egy eszközhasználó csoport 20 és 60 fő közötti hordákban mozgott. A meleg nyári hónapokban bőségesen volt élelem számukra. A folyók és a tavak hallal, madarakkal és vízi emlősökkel látták el őket. Az erdőkben és a mocsarakban csonthéjas termések, bogyók, és ehető gyökerek voltak. Ősszel el kellett raktározniuk a gyűjtögetett élelmet és ruházatot kellett készíteniük a télre. Télen a halászó népek a szárazföld belseje felé húzódtak, ahol állatokra vadásztak a szőrméjükért.
A jégkorszak vége felé a természeti erőforrások bősége is megváltozott: bizonyos mértékben megritkult, ez arra késztette az embereket, hogy tovább vándoroljanak. A nagyobb hordák tavasszal és nyáron maradtak együtt, ősszel és télen kisebb családokra szakadtak. Átlagosan hetente vonultak arrébb, nagyjából 360 kilométert is megtéve egy évben. Az étrend változatos volt és proteinben gazdag: óriás hódok, sztyeppei bölények, pézsmatulkok, masztodonok, gyapjas mamutok, és ősi rénszarvasok képezték. Az állati bőröket, szőröket már nemcsak ruházkodásra, hanem kezdetleges építmények felhúzására is használták.